# 埃默塔尔
埃默塔尔（德語：Emmerthal，發音：[ˈɛmɐˌtaːl] ⓘ）是德国下萨克森州哈默尔恩-皮尔蒙特县的市镇，面积114.94平方千米，2023年12月31日人口为9,887人。